# Салимов, Рустам Абельевич
Рустам Абельевич Салимов — советский и российский физик, специалист в области физики ускорителей, доктор технических наук, автор ряда патентов и свыше 70 публикаций.
Закончил Московский государственный университет в 1963 году. Поступил в аспирантуру в Институт ядерной физики СО РАН в Новосибирске, где сперва занимался изучением неустойчивостей в плазме, в дальнейшем специализировался в физике ускорителей. Принимал участие в создании импульсного электронного синхротрона Б-3М, инжектора для одного из первых в мире электрон-позитронных коллайдеров ВЭПП-2. Участвовал в создании первой в мире установки электронного охлаждения. Руководил лабораторией, разработавшей серию мощных электростатических промышленных ускорителей электронов ЭЛВ (Электронный выпрямитель). На базе ЭЛВ, переоборудовав установку для ускорения пучка протонов по принципу ускорителя-тандема, Салимов с коллегами предложил создать ускорительный источник нейтронов для бор нейтрон-захватной терапии.

## Публикации
- Мощные ускорители электронов для промышленного применения, Р.А. Салимов, УФН, 170 197–201 (2000).
- Ускорители электронов для промышленного применения, разработанные в ИЯФ им. Г.И. Будкера СО РАН, А.А. Брязгин, Н.К. Куксанов, Р.А. Салимов, УФН 188 672–685 (2018).
- Electron beam technique for high-voltage electron cooling, R.A. Salimov, N.K. Kuksanov, A.B. Malinin, NIMA, Vol. 391, Issue 1, 21 May 1997, pp. 138-141.
- Accelerator-based neutron source for the neutron-capture and fast neutron therapy at hospital, B.F. Bayanov et al., NIMA, Vol. 413, Issues 2–3, 21 August 1998, pp. 397-426.

Диссертации:
- «Исследование турбулентной плазмы при токовой неустойчивости» (1968)[7].
- «Ускорители серии ЭЛВ для применения в народном хозяйстве» (1980)[8].

Патенты:
- «Ускоритель заряженных частиц» (1978)[9].
- «Способ измельчения твердых материалов» (1980)[10].
- «Способ поверхностного термического упрочнения стальных изделий» (1988)[11].
- «Способ изготовления катушек высоковольтных электротехнических устройств» (1989)[12].
- «Компрессионная газовая мишень» (2007)[13].

## Награды
- Государственная премия СССР в 1986 году за «Разработку и создание мощных электронных ускорителей для радиационной технологии» (в составе коллектива В.Л. Ауслендер, Г.С. Крайнов, Н.К. Куксанов, А.А. Лившиц, Р. А. Салимов)[14].
- Государственная премия РФ в 2001 году за «Метод электронного охлаждения пучков тяжёлых заряженных частиц» (в составе коллектива В. В. Пархомчук, Д. В. Пестриков, Р. А. Салимов, А. Н. Скринский, Б. Н. Сухина, И. Н. Мешков, Г. И. Будкер)[15].
- Заслуженный деятель науки Российской Федерации (1998)[16].